# Salammbô (Ferrary)
Salammbô è una scultura in marmo bianco e bronzo dello scultore francese Désiré-Maurice Ferrary, realizzata nel 1899. Attualmente è conservata nella Lady Lever Art Gallery di Port Sunlight.

## Storia

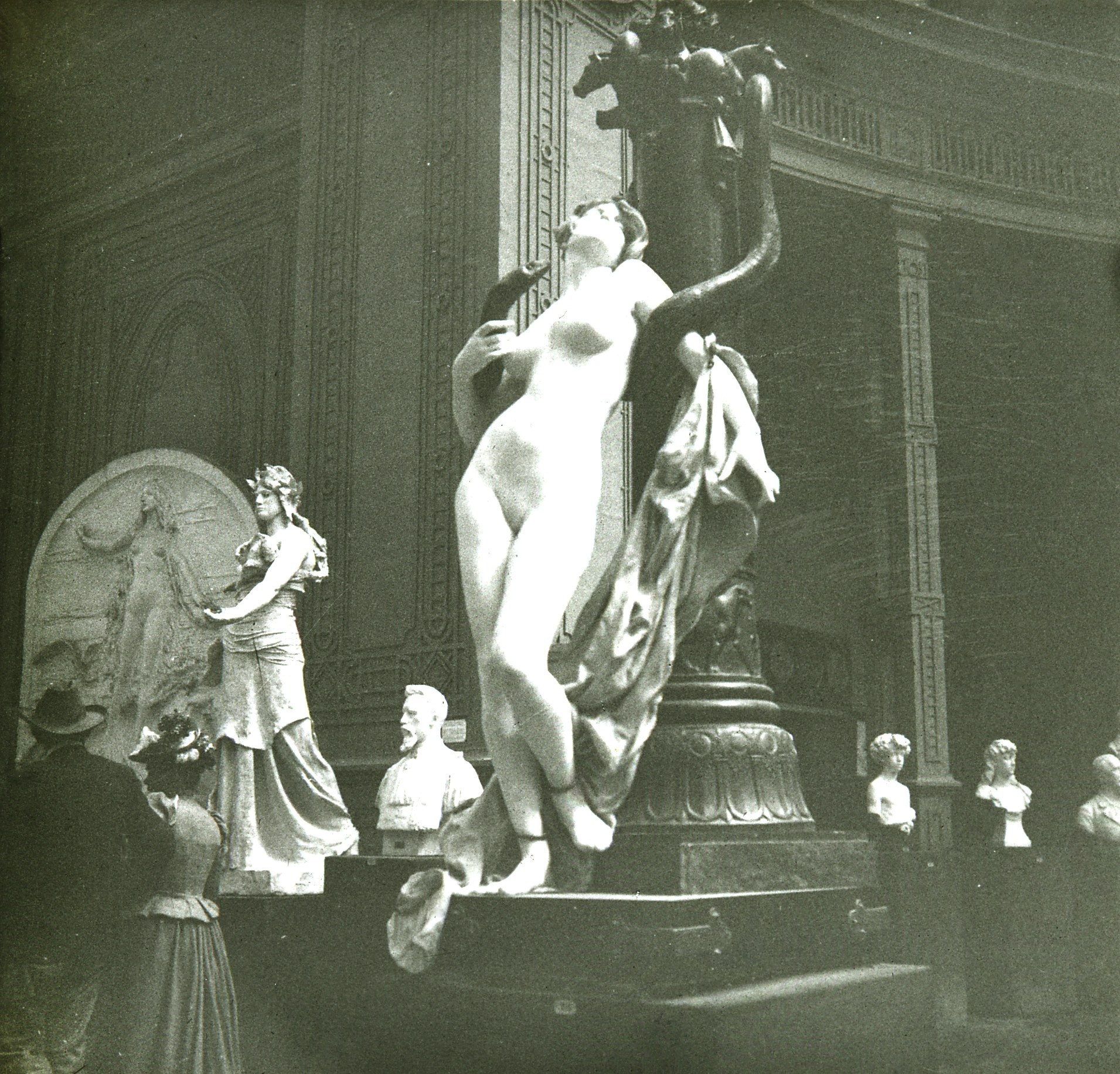
La statua nel Grand Palais durante l'esposizione universale del 1900.

Désiré-Maurice Ferrary, o più semplicemente Maurice Ferrary, scolpì la statua nel 1899 e questa venne esposta al Grand Palais durante l'Esposizione universale di Parigi del 1900. La scultura venne acquistata da Lord Leverhulme nel 1900 e venne messa all'ingresso della galleria d'arte. In seguito la scultura venne spostata nella seconda stanza della galleria.

## Descrizione

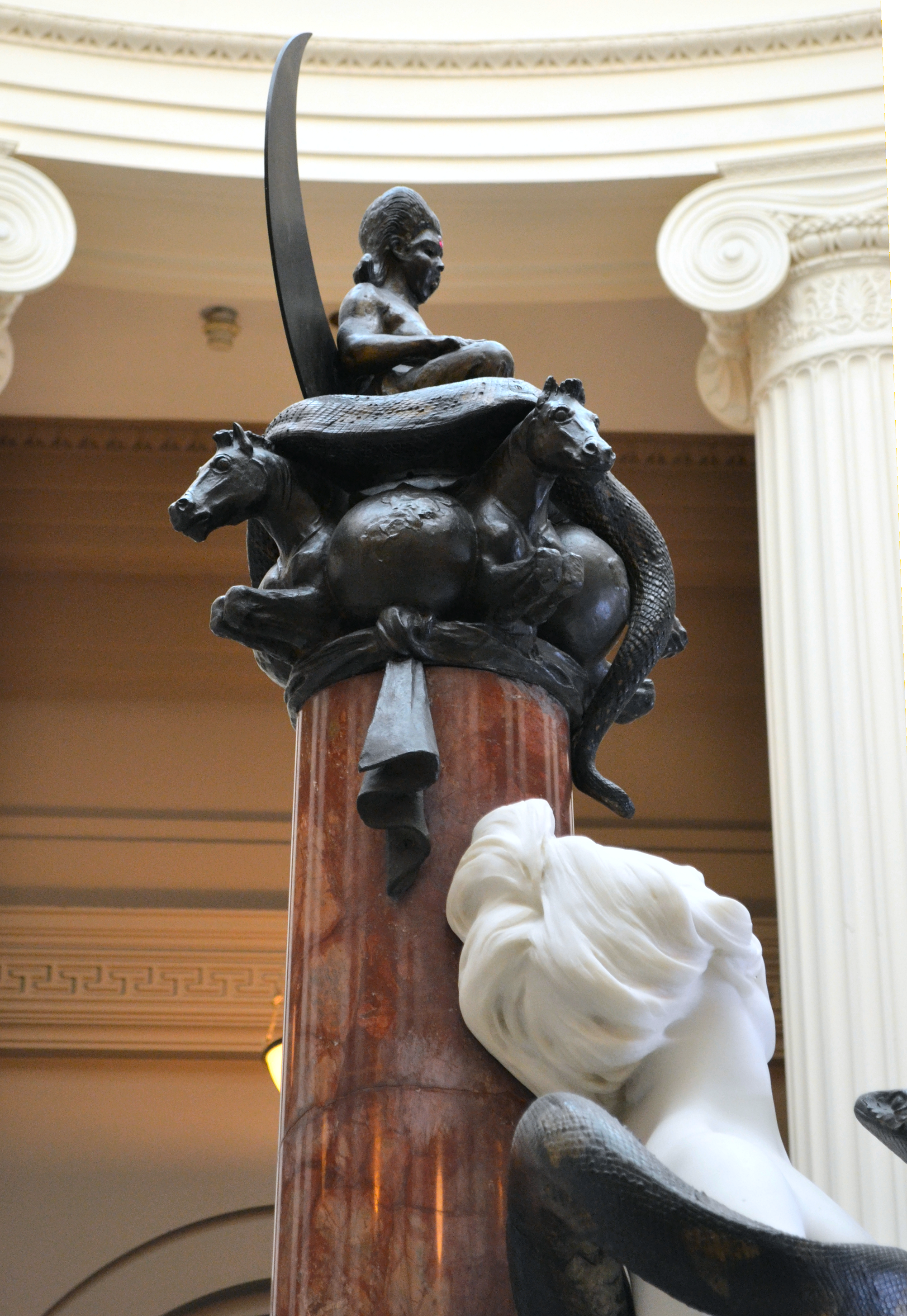
La scultura di Tanit sulla sommità della colonna.

Il tema della scultura è tratto dal romanzo Salammbô dello scrittore francese Gustave Flaubert, pubblicato nel 1862. Salammbô è la figlia del generale cartaginese Amilcare Barca ed è la sacerdotessa della dea Tanit. Essendo stato rubato il velo sacro dal tempio della dea, Salammbô decide di andare a recuperarlo e si avvolge un serpente intorno al corpo nella speranza che questo le dia una protezione religiosa da parte della dea. Lo stesso tema sarà ripreso pochi anni dopo dallo scultore, anche lui francese, Jean-Antoine-Marie Idrac. È presente un contrasto tra la pelle di Salambò, realizzata in marmo bianco, e quella del serpente, realizzata in bronzo: l'opera è quindi policroma. Ai piedi Salammbô indossa due cavigliere dorate che enfatizzano la sua nudità lussureggiante. L'espressione della ragazza è di estasi e di misticismo, come se ella stesse offrendo il suo corpo alla dea.
Dietro Salammbô è presente una colonna di granito, sulla cui sommità si trova una piccola scultura che raffigura Tanit, sopra un capitello con quattro cavalli. Tanit porta un gioiello rosso sulla fronte e dietro di lei è presente una mezzaluna. Anche lei è avvolta dal serpente; tuttavia, proprio questo la rende più diabolica che divina. La scultura combina così sia il bene (Salambò) sia il male (Tanit), secondo un gusto tipicamente decadente molto apprezzato durante l'epoca vittoriana.